# Jacob Bazarian
Jacob Sagh Bazarian, (Marach, 1919 – Itapetininga, 2002), nasceu na cidade de Marach, localizada na parte da Arménia ocupada pela Turquia (renomeada em 1973 como Cacramanemaraxe), de onde teve que fugir com sua família do genocídio armênio perpetrado pelo governo turco. Depois de passarem pela Síria onde perdeu sua mãe, foram para a França e posteriormente chegaram ao Brasil,  aproximadamente em 1928, se estabelecendo junto cidade de Itapetininga, Estado de São Paulo.
Começou a trabalhar aos sete anos, como jornaleiro, depois foi mascate e balconista. Fez o primário, o ginásio e a Escola de Comércio em Itapetininga, licenciou-se em Filosofia pela Universidade de São Paulo (USP). Trabalhou no jornal Hoje (órgão do PCB) e foi diretor e redator-chefe do jornal Ararat publicado em São Paulo.
Em 1949, para se refugiar da perseguição aos militantes do Partido Comunista Brasileiro, depois de ser preso por motivos políticos, mudou-se para França juntamente com Caio Prado, Jorge Amado e outros. Em Paris fez especializou-se junto na Faculdade de Filosofia da Sorbonne (com Bachelard e Jean Wahl) e foi redator-chefe do jornal Armênia publicado em francês.
Em 1950 mudou-se para a capital da Arménia, Erevã,  que na época integrava a União Soviética, lá foi eleito deputado para o Soviete de Erevan, período que realizou sua pós-graduação junto Instituto de Filosofia da Academia de Ciências da Arménia.
Em 1954, seguiu para Moscou, a fim de concluir seus estudos, lá se casou e teve dois filhos. Em 1956, defendeu tese de doutorado em Ciências Filosóficas, em Moscou, no Instituto de Filosofia da Academia de Ciências da URSS. Durante os dez anos que trabalhou como pesquisador científico do referido Instituto, publicou, em russo, vários trabalhos filosóficos e escreveu sobre a história do pensamento filosófico e sociológico brasileiro para as obras coletivas História da Filosofia (em 7 tomos) e Enciclopédia Filosófica (em 5 tomos).
Em 1966, desiludido com a falta de liberdade do regime soviético, retorna ao Brasil, onde começou a trabalhar como jornalista e professor universitário. Foi diretor e redator-chefe da revista Armênia e a partir 1969, lecionou nas Faculdades de Direito, de Administração e de Relações Públicas de Itapetininga (SP) como professor titular de Sociologia, Faculdades da Fundação Karnig Bazarian - FKB, fundação escolar que leva o nome de seu irmão Karnig Bazarian.
Autor de diversos livros, artigos e trabalhos científicos tanto em russo como em francês e português, sua vida em Itapetininga foi marcada pela grande contribuição que deu à cultura. Além de professor universitário e sociólogo, notabilizou-se também como filósofo, jornalista, poeta, palestrante. Criativo e dinâmico promotor cultural, participou das mais importantes atividades culturais e fundação de institutos.
Entre as muitas áreas em que atuou, Bazarian se destacou como criador do prêmio PIA - Personalidade Itapetiningana do Ano, fundador da Casa da Cultura, refundador da AJORI - Associação dos Jornalistas da Região de Itapetininga e fundador do MIS - Museu da Imagem e do Som de Itapetininga.
Jacob Bazarian recebeu muitas homenagens em vida, inclusive virou nome da maior láurea de incentivo ao bom jornalismo da região, o Prêmio Jacob Bazarian de Imprensa, e mesmo após a sua morte é lembrado com carinho pelo município de Itapetininga, que nomeu avenidas e construiu monumentos em sua homenagem.
Jacob Bazarian teve sua cultura reconhecida pela Academia Itapetiningana de Letras, que deu o seu nome a uma de suas cadeiras, o que se repetiu junto ao IHGGI -  Instituto Histórico, Geográfico e Genealógico de Itapetininga, que a ele também dedicou uma de suas cadeiras.

## Alguns Trabalhos Publicados na URSS
A luta das forças progressistas brasileiras contra a ideologia imperialista” (Tese de Candidato a Doutor em Ciências Filosóficas defendida no Instituto de Filosofia da Academia de Ciências da URSS), Moscou, 1956.
Confissões de um sociólogo brasileiro, revista Problemas de Filosofia, Moscou, 1958, n.° 8.
O ilustre pensador brasileiro do séc. XIX, Tobias Barreto, Revista da História da Cultura Mundial, Moscou, 1959, n.° 6.
O ilustre pensador brasileiro Euclides da Cunha, Gazeta Literária (Órgão oficial da União dos Escritores Soviéticos), Moscou, 15/8/1959.
A essência da filosofia de Nietzsche, revista Kommunist, (Órgão oficial do PCUS), Moscou, 1961.
O Brasil — sêc. XX, revista Tempos Novos, Moscou, 1961, n.° 44.
Lima Barreto, como escritor e pensador, na revista Problemas de História, Moscou, 1962, n.° 11.
José Bonifácio — Patriarca da Independência do Brasil, na revista União Soviética, Moscou, 1963, n.° 6.
A filosofia brasileira, Enciclopédia Filosófica, T. I., 1960.
O pensamento filosófico e sociológico brasileiro, desde a metade do séc. XIX até o começo do séc. XX, História da Filosofia, T. II, IV e V, Moscou, 1957-1961 (Obra coletiva do Instituto de Filosofia da Academia de Ciências da URSS).
Introdução à edição russa do livro de João Cruz Costa 'Panorama da História da Filosofia no Brasil’  , Moscou, 1962.
As correntes filosóficas e sociológicas no Brasil contemporâneo, no livro Brasil, Moscou, 1963.
O pensamento filosófico e sociológico brasileiro contemporâneo, no livro A filosofia e sociologia nos países da Europa Ocidental e América, Moscou, 1964.
Verbetes sobre filósofos e sociólogos brasileiros, desde o séc. XIX até aos nossos dias, publicados nos 5 volumes da Enciclopédia Filosófica, Moscou, 1960-1970.

## Obras Publicadas no Brasil
O Problema da Verdade: Teoria do Conhecimento. 4 ed. São Paulo: ed. Alfa-Omega, 1994.
Crítica da concepção teológica do mundo. São Paulo: ed. Alfa-Omega, 2003;
Introdução a Sociologia. 2 ed. São Paulo: ed. Alfa-Omega, 1986;
Por uma sociedade melhor: Para onde marcha a humanidade. São Paulo: ed. Alfa-Omega, 1989;
Por que nós, brasileiros, somos assim? 2 ed. São Paulo: ed. Alfa-Omega, 1991.
Mito e Realidade sobre a União Soviética (Análise imparcial do regime soviético por um ex-membro do Partido Comunista). 2 ed. São Paulo, 1973.
Intuição Heurística. 2 ed. São Paulo: Ed. Alfa-Ômega, 1986.
Curso de Sociologia (Contribuição para uma Sociologia Pluri-estrutural), Ed. José Bushatsky, São Paulo, 1972.
A Arte de Aprender e Passar nos Exames, Ed. Livraria Nobel S. A., São Paulo, 1972.
Considerações Filosóficas sobre a Sociedade Ideal, Edição da Faculdade de Direito de Caruaru, Pernambuco, 1974.
A Origem e Evolução das Coisas (do Cosmos, da Vida, do Homem, da Sociedade e do Pensamçnto), Ed. do D. A. “ Júlio Prestes” da Faculdade de Ciências Jurídicas e Administrativas de Itapetininga (São Paulo), 1975.